# Luxemburgcollege

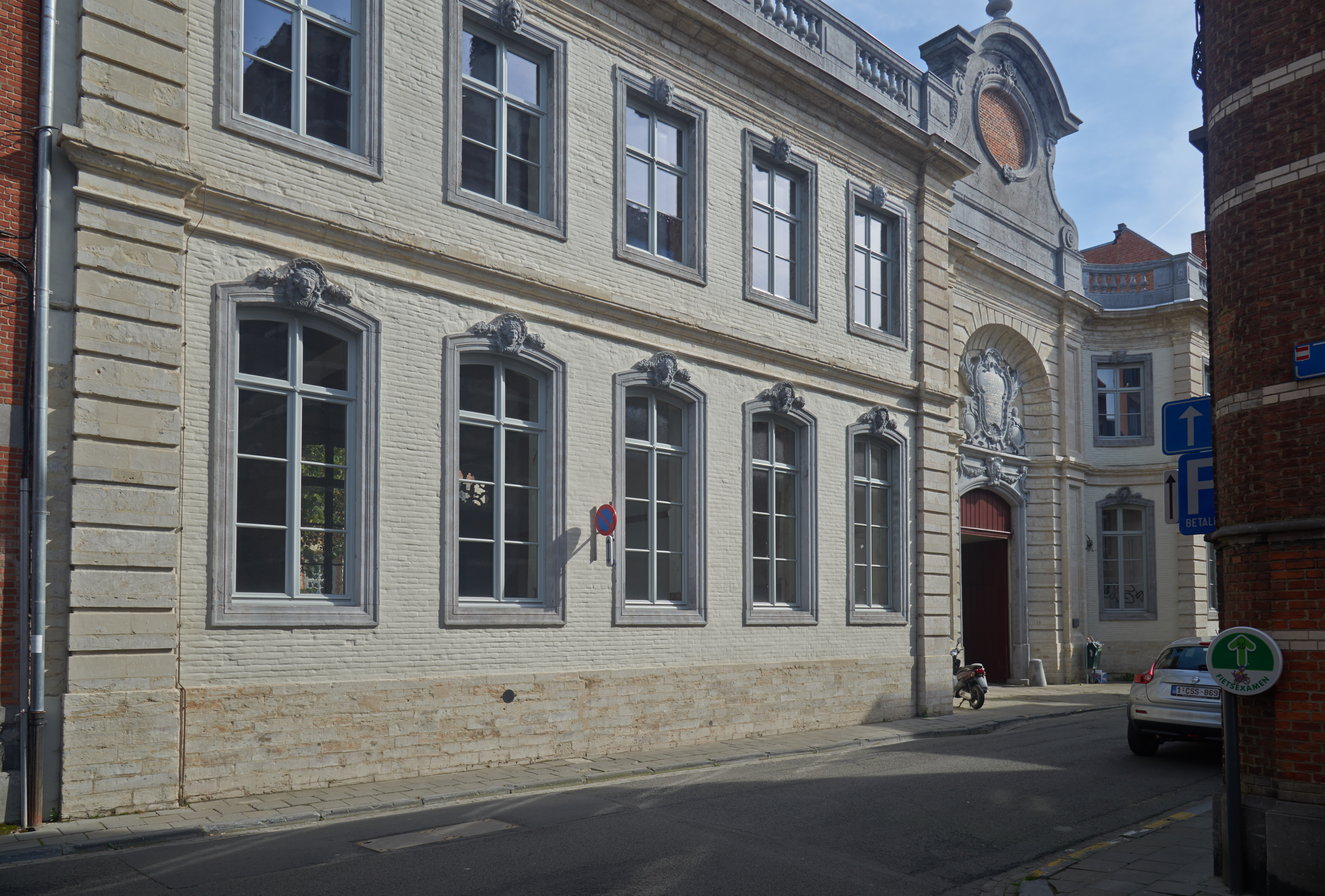
Westelijke vleugel aan de straatkant

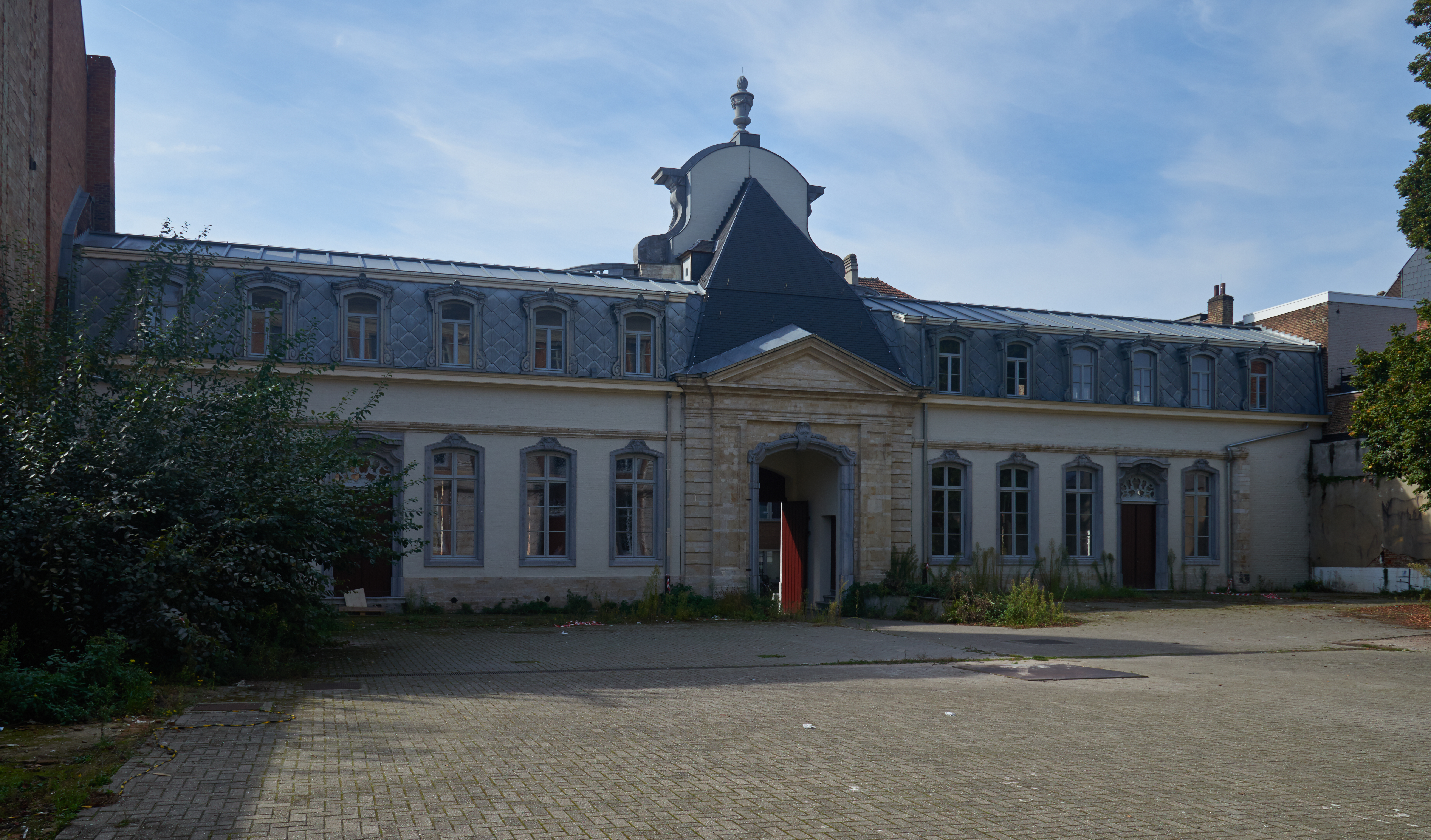
Westelijke vleugel aan het binnenplein

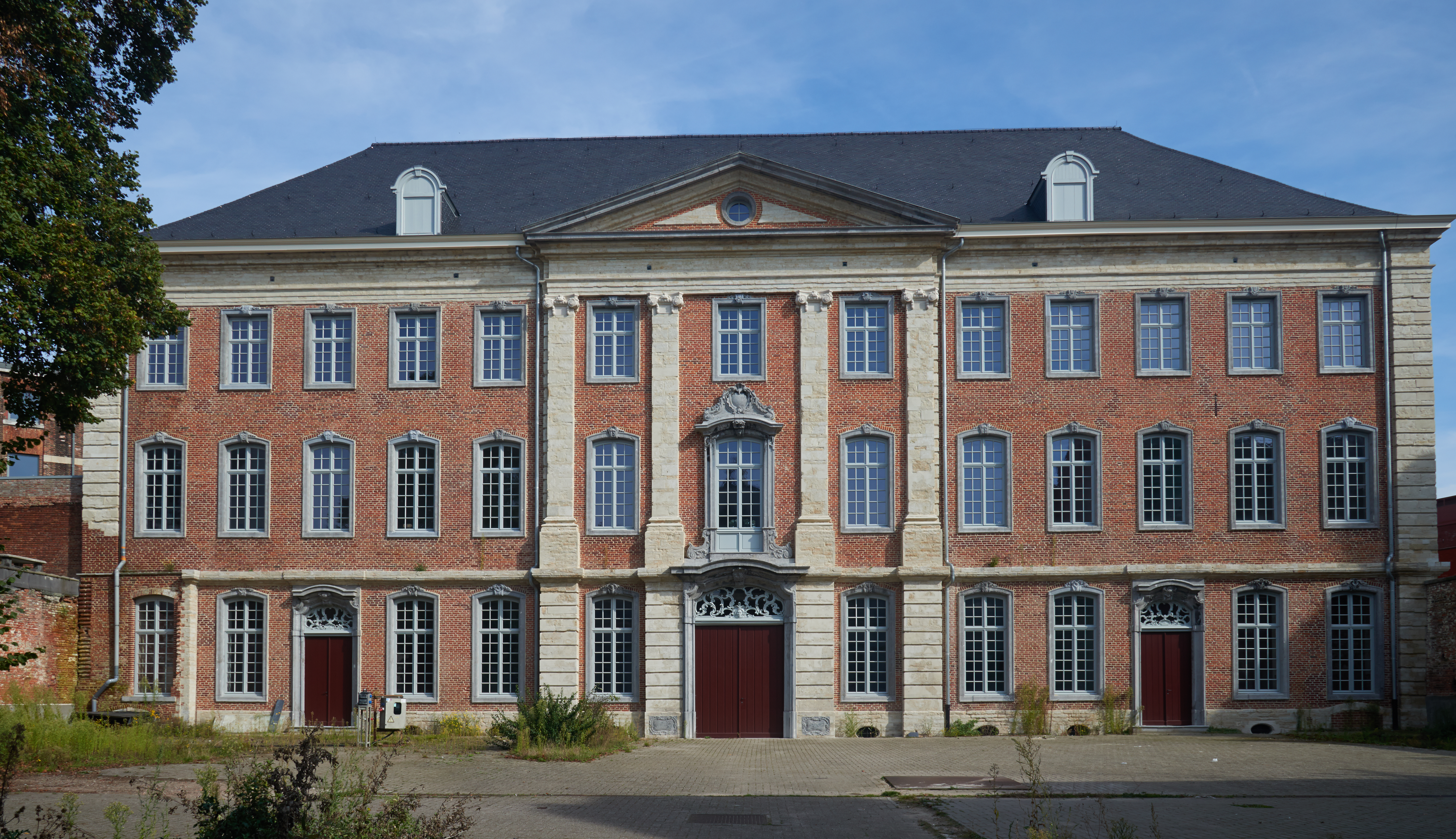
Oostelijke vleugel aan het binnenplein

Het Luxemburgcollege (1619-1806) in Leuven was een studiehuis voor alle Duitstalige studenten uit het hertogdom Luxemburg, aan de Universiteit Leuven.

## Eerste huisvesting
Op basis van de erfenis van Jan Mylius, gestorven in 1596, stichtte de familie Függer in 1619 dit college. De organisatie en financiële omkadering van dit college duurden langer dan verwacht. Het eerste college was een huis in de Vaartstraat, vandaag huisnummers 30-32. Dit huis was gelegen rechtover het grote Augustijnenklooster in de Vaartstraat. Van het eerste studiehuis is niets bewaard. Duitstalige studenten uit Luxemburg konden hier studeren aan de Universiteit Leuven en ze deden dit in de richtingen filosofie, theologie en de beide rechten, kerkelijk recht en burgerlijk recht.

## Rococo
In de jaren 1755-1767 kwam het huidig gebouw tot stand op hetzelfde adres. Op een groot perceel in de stad werden twee vleugels gebouwd in rococostijl: de westvleugel aan de straatkant en een nog grotere oostelijke vleugel. Tussenin lag een groot rechthoekig binnenplein. Ten oosten van de oostelijke vleugel lag een uitgestrekte tuin. De bouwwerken gebeurden onder leiding van Jean-Baptiste vanden Dale en Henri-Ferdinand-Joseph de Litisky, kanunnik van Sint-Jacob. Dit riante verblijf diende hoogstens voor een 15-tal studenten. Beide vleugels waren bovendien verbonden door twee overdekte wandelgangen. Met de afschaffing van de Leuvense universiteit in de Franse Nederlanden, werd het Luxemburgcollege definitief gesloten voor studenten (1806).

## Verenigd Koninkrijk der Nederlanden
Tijdens het Nederlands bestuur in Leuven werd het Luxemburgcollege gebruikt als gevangenis. Er is enkel bekend dat het om burgerlijke gevangenen ging, dus geen militairen.

## België
Na 1830 werd het college kort gebruikt als kazerne voor brandweerlui en gendarmerie. Eind van de jaren 1830 legden het Leuvens stadsbestuur de Rijschoolstraat aan, een typisch element uit een 19e-eeuwse urbanisatieplan. De Rijschoolstraat werd de verbindingslaan tussen de Vaartstraat en het Sint-Maartensdal. De kazerne van Sint-Maarten had hiermee een directe verbinding met de breed aangelegde manège van de Belgische cavalerietroepen. Deze manège palmde de volledige tuin in van het Luxemburgcollege. Vervolgens werd de oostvleugel van het college binnenin gerenoveerd; de twee overdekte galerijen langsheen het binnenplein werden afgebroken. Vanaf oktober 1852 kon er secundair onderwijs gegeven worden: de Rijksmiddelbare school bleef er meer dan een eeuw gehuisvest.
Begin 21e eeuw vonden er restauratiewerken plaats. Het pand is een beschermd monument sinds 1994. De nieuwe bestemming van het Luxemburgcollege is huisvesting van de arbeidsrechtbank en de rechtbank van koophandel van het gerechtelijk arrondissement Leuven.